# 20517 Judycrystal
20517 Judycrystal (1999 RB35) là một tiểu hành tinh vành đai chính được phát hiện ngày 11 tháng 9 năm 1999 bởi L. Robinson ở Sunflower Observatory.